# Chrystus ukrzyżowany (obraz Bartolomé Estebana Murilla z San Diego)
Chrystus ukrzyżowany (hiszp. Cristo crucificado) – obraz olejny na płótnie hiszpańskiego malarza barokowego Bartolomé Estebana Murilla z 1660–1670 roku, znajdujący się w zbiorach Timken Museum of Art w San Diego.
Na namalowanym w latach 1660–1670 na płótnie obrazie Murillo przedstawił znaną z ewangelii scenę ukrzyżowania Jezusa Chrystusa na wzgórzu Kalwarii. Rozświetlona postać Zbawiciela, spoglądajązego wzwyż, namalowana została na tle ciemnego, złowrogiego nieba. Jezus wisi przybity do krzyża. Zgodnie z opisem ewangelicznym nad jego głową umieszczony został napis w trzech językach: „Jezus z Nazaretu, król żydowski”. Brak innych osób, których obecność na Kalwarii potwierdzają teksty biblijne. W oddali widoczny jest zarys zdradzieckiej Jerozolimy. U podstawy krzyża znane z ikonografii chrześcijańskiej czaszka i piszczel prarodzica Adama.
Obraz ma wymiary 208.9 x 113 cm. Fundacja Putmanów zakupiła dzieło w 1955 roku od prywatnego kolekcjonera z Wiednia. W latach 1820–1860 obraz był w Kolekcji Kaunitz w Wiedniu. W latach 1957–1965 obraz był wystawiany w National Gallery of Art w Waszyngtonie. Ukrzyżowanie oznaczone zostało muzealnym numerem katalogowym 1955:004 (Timken Museum of Art).